# The assessment
The assessment és una pel·lícula de thriller de ciència-ficció del 2024 escrita per Dave Thomas, Nell Garfath-Cox i John Donnelly i dirigida per Fleur Fortuné en el seu debut en el llargmetratge. Ambientada en un futur proper on la paternitat està estrictament controlada per l'estat, la història segueix una parella que se sotmet a una rigorosa avaluació de set dies per a determinar la seva idoneïtat per a criar un fill. La pel·lícula és protagonitzada per Elizabeth Olsen, Alicia Vikander i Himesh Patel, juntament amb Indira Varma, Charlotte Ritchie i Minnie Driver.
La pel·lícula es va exhibir al Festival Internacional de Cinema de Toronto el 8 de setembre de 2024. Aquell mes, Amazon Prime Video va comprar-ne els drets internacionals fora d'Alemanya i es va estrenar en digital el 8 d'abril de 2025.

## Argument
En un futur proper, la societat imposarà regulacions estrictes sobre la paternitat a causa del col·lapse mediambiental i l'escassetat de recursos. La gent allarga la seva vida a través de fàrmacs i el part només és possible a través d'úters artificials. Els futurs pares han de sotmetre's a una rigorosa avaluació de set dies per a determinar la seva idoneïtat per a criar un fill. Mia (Elizabeth Olsen) i Aaryan (Himesh Patel), una parella casada que viu en una casa aïllada i tecnològicament avançada sota una cúpula protectora, estan delerosos per tenir un fill. Mia és una botànica que treballa en el conreu de plantes, mentre que Aaryan dissenya mascotes de realitat virtual per a substituir els animals reals que han estat erradicats.

## Producció
The assessment està produïda per Stephen Woolley i Elizabeth Karlsen amb Augenschein Filmproduktion i Number 9 Films.
El rodatge va començar a la ciutat alemanya de Colònia el juliol de 2023 i l'agost de 2023 es va traslladar a Tenerife. El febrer de 2024 Deadline Hollywood va informar que la pel·lícula es trobava en la fase de postproducció.